# Belägringen av Jerusalem (1099)
Belägringen av Jerusalem 1099 påbörjades den 7 juni 1099, under första korståget. Korsfararna intog Jerusalem den 14 juli 1099. 

## Efter slaget
Efter slaget inleddes en massaker på alla stadens invånare, såväl män som kvinnor och barn. De mördade var framför allt muslimer och judar, men även kristna som inte hunnit lämna staden slaktades. Hur många som dödades är okänt.

## Galleri

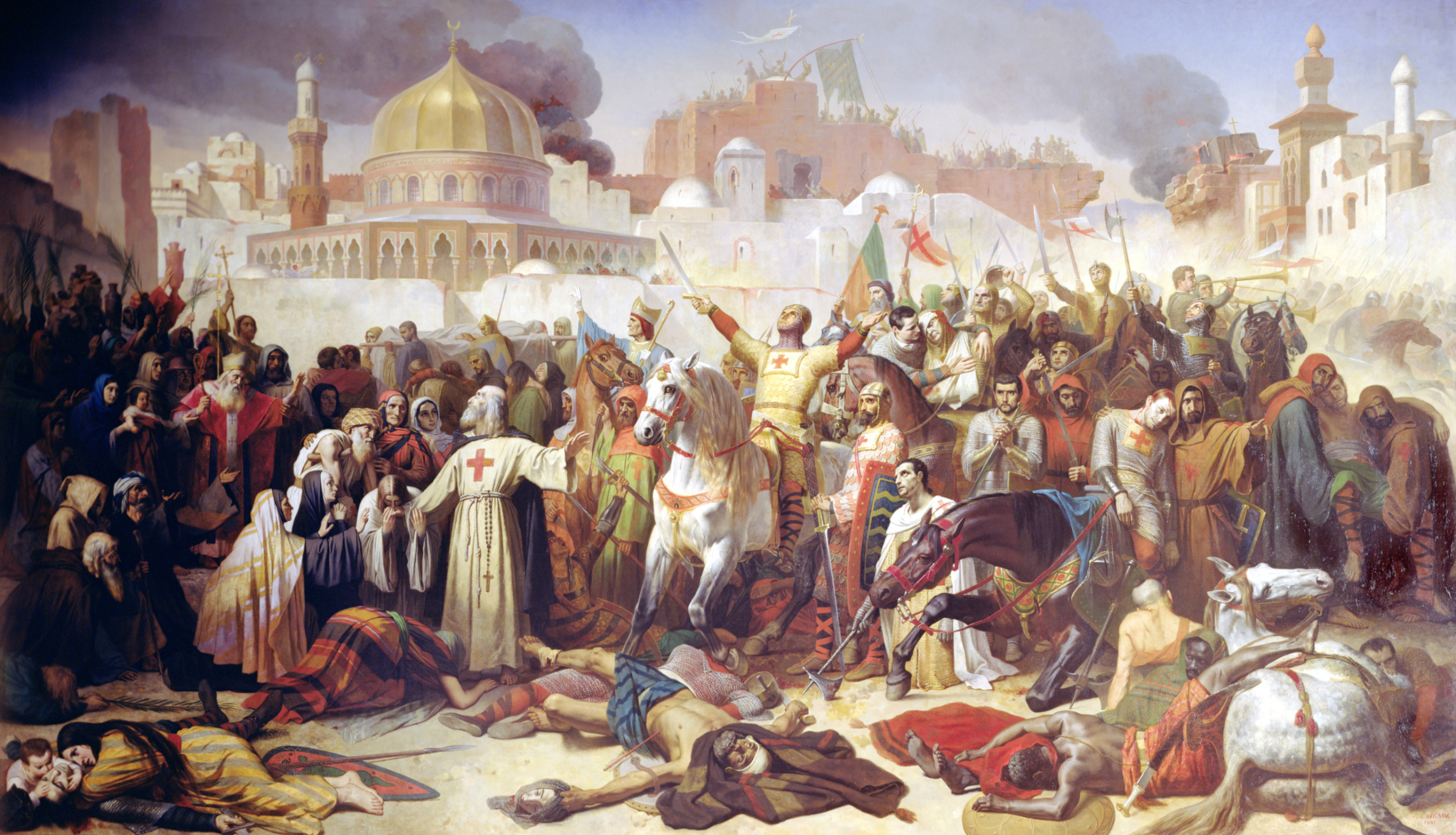
En illustration föreställande massakern efter belägringen av Jerusalem 1099.